# Championnat d'Uruguay de football 1905
Navigation
Édition précédente Édition suivante
| \| Montevideo: · CURCC · Albion · Teutonia · Nacional · Wanderers Montevideo \| Localisation des clubs engagés dans le championnat. |
| Montevideo: · CURCC · Albion · Teutonia · Nacional · Wanderers Montevideo                                                           |

La 5e édition du championnat d'Uruguay de football est remportée par le Central Uruguay Railway Cricket Club. C’est le troisième titre du club. Le CURCC l’emporte avec 4 points d’avance sur le Club Nacional de Football. Montevideo Wanderers complète le podium. 
Cette  cinquième édition du championnat marque la reprise du football uruguayen après une année de suspension en raison de la guerre civile qui ravage le pays en 1904. Seules cinq équipes participent au championnat, l’Uruguay Athletic et le Triunfo ne se sont pas représentés. Le Deutscher Fussball Klub change de nom pour s’appeler le Teutonia. 
Le championnat couronne le CURCC qui remporte tous ses matchs sans encaisser le moindre but.
La saison est marquée par la mort tragique de deux des symboles du Club Nacional de Football et du football uruguayen des premières années : les frères Carlos et Bolivar Céspedes meurent lors de l’épidémie de variole qui a atteint le pays en juin.
La piètre prestation de l’Albion Football Club qui perd tous ses matchs sans marquer le moindre but marque le début du déclin de ce club historique qui n’arrive pas à reprendre à son compte les pratiques semi-professionnelles qui commencent à se mettre en place en Uruguay. Le CURCC a par exemple commencé à recruter les meilleurs clubs de l’Albion. En 1905, deux des meilleurs joueurs du Nacional vainqueur du championnat 1903 signent au CURCC. 
Tous les clubs participant au championnat sont basés dans l’agglomération de Montevideo.

## Les clubs de l'édition 1905
| Club                                 | Stade             | Capacité | Ville      |
| ------------------------------------ | ----------------- | -------- | ---------- |
| Albion Football Club                 | Cancha del Albion | 6000     | Montevideo |
| Central Uruguay Railway Cricket Club | Villa Peñarol     | -        | Montevideo |
| Teutonia                             | -                 | -        | Montevideo |
| Montevideo Wanderers Fútbol Club     | -                 | -        | Montevideo |
| Club Nacional de Football            | -                 | -        | Montevideo |

## Compétition

### Classement
Le classement est établi sur le barème de points suivant : victoire à 2 points, match nul à 1, défaite à 0.
| Rang | Équipe                      | Pts | J | G | N | P | Bp | Bc | Diff |
| ---- | --------------------------- | --- | - | - | - | - | -- | -- | ---- |
| 1    | CURCC                       | 16  | 8 | 8 | 0 | 0 | 21 | 0  | +21  |
| 2    | Club Nacional de Football T | 12  | 8 | 6 | 0 | 2 | 14 | 7  | +7   |
| 3    | Montevideo Wanderers        | 7   | 8 | 3 | 1 | 4 | 7  | 9  | -2   |
| 4    | Teutonia                    | 5   | 8 | 2 | 1 | 5 | 6  | 18 | -12  |
| 5    | Albion Football Club        | 0   | 8 | 0 | 0 | 8 | 0  | 14 | -14  |

| Légende : Qualifications et relégations | Légende : Qualifications et relégations |
| --------------------------------------- | --------------------------------------- |
|                                         | Champion d’Uruguay                      |
|                                         | Relégation en deuxième division         |
|                                         | T : Tenant du titre P : Promus          |

## Bilan de la saison
| Championnat d'Uruguay de football 1905                             |                                                 |
| Champion                                                           | Central Uruguay Railway Cricket Club (3e titre) |
| Promotions et relégations                                          |                                                 |
| Promus en Primera División                                         | Aucun                                           |
| Relégués en Championnat d'Uruguay de football de deuxième division | Aucun                                           |